# Seriously Funny Kids
Seriously Funny Kids är en amerikansk TV-serie som sändes i Lifetime 1 februari–11 april 2011 med Heidi Klum som programledare. Bakgrundsberättare var Mocean Melvin. Serien sänds i TV12 2016–2017 och består av 20 avsnitt.
Serien gick ut på att hitta små barn som kunde tala för sig och som Heidi Klum intervjuade. Barnen hade ofta underfundiga humoristiska kommentarer.